# Redecilla del Camino
Redecilla del Camino est une commune située dans le Nord de l’Espagne, dans la comarca (comté ou pays ou arrondissement) de Montes de Ayago, dans la Communauté autonome de Castille-et-León, province de Burgos.
Sa population était de 127 habitants en 2010.
Le Camino francés du pèlerinage de Saint-Jacques-de-Compostelle passe par cette localité.

## Géographie
Redecilla del Camino est situé au nord de la Sierra de la Demanda, à l'extrême ouest de la province.

## Histoire
Mentionnée pour la première fois en 1028 dans le Cartulaire de San Millán de la Cogolla sous le nom de Redecilla de Francos, allusion claire concernant l'origine géographique de ses habitants. Et en 1196, dans une donation à Sainte María de Calahorra elle est appelée Rediziella de Francos.
Elle a pris la dénomination actuelle au XIIIe siècle, mentionnée dans un document de 1331 de la cathédrale de Santo Domingo de la Calzada.
Le plan urbain reprend le schéma récurrent de villes qui appartiennent au chemin, village rue, long et étroit délimité par deux portes disparues, la Cimera et la Bajera ; le long de la rue principale, Calle Mayor, sont disposés les principaux bâtiments, y compris un hôpital de pèlerins dont l'existence est attestée vers le milieu du XVIe siècle et de l'église paroissiale elle-même.

## Culture et patrimoine

### Pèlerinage de Compostelle
Par le Camino francés du pèlerinage de Saint-Jacques-de-Compostelle, le chemin vient de Grañón, dernière ville de La Rioja.
La prochaine halte est Castildelgado.

### Patrimoine religieux
La localité est connue par son église qui possède un des plus beaux exemplaires de fonts baptismaux romans, d’une valeur artistique indéniable.
L’église de Nuestra Señora del Camino,
Église des XVIIe et XVIIIe siècles, possède deux retables baroques.
Les fonts baptismaux du XIIe siècle.

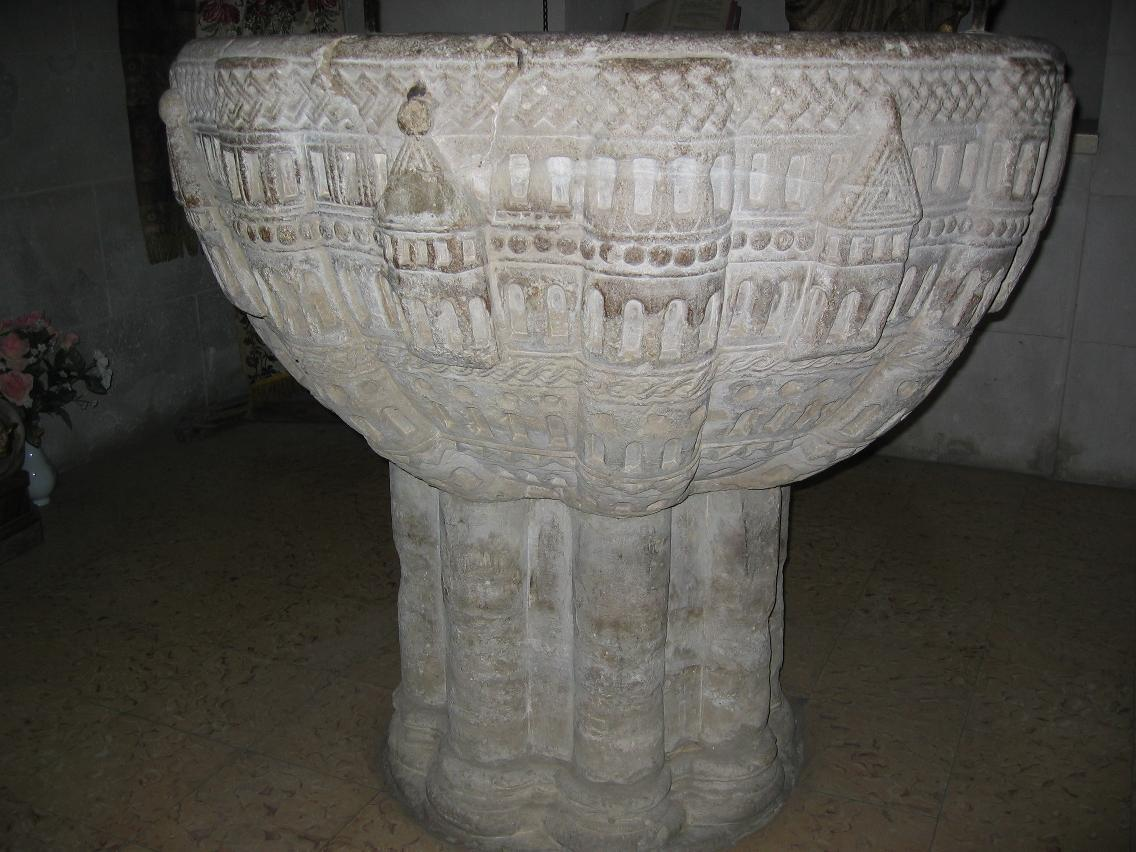
Fonts baptismaux en pierre du XIIe siècle.

La coupole hémisphérique a un diamètre de 110 cm, elle est soutenue par une colonne formée par huit semi colonnes, la hauteur totale étant de 106 cm.
La décoration est uniquement composée de structures architectoniques percées par une multitude de baies. Ces baies sont distribuées sur quatre étages, séparés entre elles au moyen d'impostes fines avec des motifs perlés et entrelacés. Elles constituent une représentation symbolique de la Jérusalem Céleste.

## Sources et références
- (es) Cet article est partiellement ou en totalité issu de l’article de Wikipédia en espagnol intitulé « Redecilla del Camino » (voir la liste des auteurs).
- Grégoire, J.-Y. & Laborde-Balen, L. , « Le Chemin de Saint-Jacques en Espagne - De Saint-Jean-Pied-de-Port à Compostelle - Guide pratique du pèlerin », Rando Éditions, mars 2006,  (ISBN 2-84182-224-9)
- « Camino de Santiago St-Jean-Pied-de-Port - Santiago de Compostela », Michelin et Cie, Manufacture Française des Pneumatiques Michelin, Paris, 2009,  (ISBN 978-2-06-714805-5)
- « Le Chemin de Saint-Jacques Carte Routière », Junta de Castilla y León, Éditorial Everest